# Вулиця Костельна (Умань)
Ву́лиця Костельна — вулиця в Умані.

## Розташування
Починається від площі Соборності в центральній частині міста. Простягається на північний захід до вулиці Грушевського. Проїзд транспорту з площі Соборності неможливий через будинок ДПІ.

## Історія
До 20216 року носила ім'я більшовицького діяча, голови Уманського комітету РСДРП, члена ВУЦВК, Олексія Піонтковського, розстріляного українськими військовиками за участь більшовицького заколоту проти УНР. 19 лютого 2016 року Уманська міська рада розпорядилася перейменувати вулицю Піонтковського на вулицю Костельну відповідно до Закону України «Про засудження комуністичного та націонал-соціалістичного (нацистського) тоталітарного режимів в Україні та заборону пропаганди їхньої символіки».

## Опис
Вулиця неширока, по 1 смузі руху в кожен бік. Початок вулиці, там де вона примикає до площі Соборності, був перекритий і забудований — тут звели будинок головного податкового управління.

## Будівлі
По вулиці розташовані податкова інспекція, міський РАЦС (вулиця Костельна, 4), хлібозавод (вулиця Костельна, 3).
За адресою вулиця Костельна, 5 розташований приватний житловий будинок II половини ХІХ століття, що згадується у спогадах відомого уманського громадського діяча і міського лікаря Юрія Крамаренка, батька українського художника Льва Крамаренка. Він з 1883 року жив на другому поверсі цього будинку, що розташовувався біля парку, який оточував костел Успіння Пресвятої Діви Марії. По вулиці з одного боку були будинки з садками, а з іншого — лавки і базарна площа, яку по неділях запруджували селянські вози, що з'їжджалися з навколишніх сіл.

Пам'ятна табличка більшовику Піонтковському на фасаді РАГСу
Уманський хлібозавод

## Рекомендована література
- Давидюк В. М. Історія уманських вулиць. Вип. 2: Вулиця Коломенська, вулиця Леніна та вулиця Піонтковського. — Умань : Сочінський, 2011. — 236 с.

| Умань | Це незавершена стаття про Умань. Ви можете допомогти проєкту, виправивши або дописавши її. |